# Batán (Aclán)
Batán es un municipio filipino de cuarta clase, perteneciente a la provincia de Aclán, en las Bisayas Occidentales.

## Toponimia
El lugar puede aparecer referido con las grafías «Batán» y «Batac».

## Historia
Hacia mediados del siglo XIX, el lugar, que por entonces pertenecía a la provincia de Cápiz e incluía en su término a Balete, tenía contabilizada una población de 12 212 habitantes, repartidos en 2035 casas. Aparece descrito en el primer volumen del Diccionario geográfico, estadístico, histórico de las Islas Filipinas (1850) de Manuel Buzeta Núñez y Felipe Bravo con las siguientes palabras:

BATAN ó BATAC: pueblo con cura y gobernadorcillo, en la isla de Panay, prov. de Capiz, dióc. de Cebú: sit. en los 126° 42' long., y los 11° 21' lat., en terreno llano, en la playa oriental de la isla, á la orilla derecha de un pequeño r. por cuya boca llegan hasta esta pobl. los esteros del mar. Disfruta de buena ventilacion, y su clima es bastante templado y sano. Tiene con su visita ó anejo denominado Balete, como unas 2,035 casas, en general de sencillísima construccion; distinguiéndose como mas notables la casa parroquial y la llamada tribunal; hay cárcel, y escuela de primeras letras dotada de los fondos de comunidad, frecuentada por una gran concurrencia de alúmnos; é igl. parr. servida por un cura secular. Como á dist. de 2 á 300 varas de la pobl. se halla el cementerio en buena situacion y ventilado. El term. confina por E. y N. con el mar; por S. con la prov. de Iloilo, y por O. con el de Capiz, dist. unas 10 leg. al O. N. O. Elévase al S. O. el encumbrado pico de Balison, y al S. la sierra llamada de Ajuy ó Lupilon, que es un desprendimiento del mencionado Balison, formando ambos el límite de las prov. de Capiz é Iloilo. En estos montes se crian buenas maderas de construccion para edificios y ebanistería, cañas bojas, cerca, y abundancia de venados, búfalos, javalíes, etc. De los mismos se precipitan varios r. con direccion al E. á desaguar en el mar, fertilizando en su curso el terreno. La feracidad de éste y la abundancia de aguas que lo riegan proporciona grandes cosechas á sus hab.; siendo las principales prod. arroz, maiz ,tabaco, lentejas, cacao, café, algodon, caña dulce y frutas. Su ind. consiste en el beneficio de los prod. agrícolas, varios telares que son generalmente la ocupacion de las mugeres, y la pesca. El sobrante de sus artículos agricolas é industriales forma su comercio. pobl. 12,212 alm., 1,989 trib., que ascienden á 19,890 rs. plata, equivalentes á 49,725 rs. vn.
(Buzeta y Bravo, 1850, p. 359)

En 2020, tenía censados 33 484 habitantes.